# Samuel Hahnemann
Christian Friedrich Samuel Hahnemann, nemški zdravnik, prevajalec, poliglot in pisatelj medicinskih knjig, * 10. april 1755, Meissen, Nemčija, † 2. julij 1843, Pariz, Francija. 
Hahnemann je utemeljitelj homeopatije.

## Življenje
Samuel Hahnemann se je rodil v saškem mestu Meissen. Že v mladosti je kazal nadarjenost za jezike in je pri dvajsetih letih obvladal že angleščino, italijanščino, grščino in latinščino. Delal je kot prevajalec in učitelj tujih jezikov. Kasneje se je naučil še arabščino, hebrejščino in sirščino.
Hahnemann je študiral medicino v Leipzigu in na Dunaju. Naziv doktorja medicine je na Univerzi v Erlangnu pridobil 10. avgusta 1779 ter začel leta 1781 službovati kot zdravnik. Kmalu zatem se je poročil z Johanno Henriette Kuchler in v zakonu se je rodilo 11 otrok.
Kot zdravnik se je vse bolj zavedal, da tedanja medicina in zdravila povzročajo več škode kot koristi. Nato je zdravniški poklic opustil in deloval le kot pisatelj in prevajalec. Med prevajanjem medicinske knjige Williama Cullena je naletel na trditev, da so pripravki iz kininovca učinkoviti proti malariji zaradi njihovega adstringentnega delovanja. Začel je raziskovati, zakaj druge adstringentne snovi ne delujejo kot antimalariki. Učinke lubja kininovca je proučeval kar na sebi in ugotovil, da je zaužitje pripravka povzročilo simptome, podobne kot pri malariji in prišel do zaključka, da izkazuje lubje kininovca pri zdravih ljudeh takšne učinke. S tem je prišel do poglavitnega načela homeopatije: snovi, ki pri zdravih ljudeh povzročijo niz določenih simptomov, lahko zdravijo bolezni, ki jih spremlja podoben niz simptomov. To načelo je znano predvsem kot reklo "podobno zdravi podobno" in na njem se je razvil nov pristop zdravljenja, ki ga je Hahnemann sam poimenoval homeopatija.
Hahnemann je sistematično preučeval delovanje snovi na zdrav organizem in iskal, glede na povzročene simptome, bolezni, ki jih bi lahko ta snov ozdravila. Ugotovil je tudi, da večje količine takšnih farmakološko aktivnih snovi, delujejo na organizem toksično in rešil nastali problem z redčenjem snovi. Ugotovil je, da so te razredčene raztopine, ki jih je močno stresal in mešal (sukusija) ter premišljeno redčil (potenciranje), še zmerom aktivne pri povzročanju simptomov.
Znova se je začel ukvarjati z medicino in pri tem uporabljal homeopatske pristope ter pri tem pridobil tudi druge zdravnike. Prvi članek o homeopatiji je leta 1796 objavil v nemškem medicinskem časopisu, leta 1810 pa je izdal knjigo Organon racionalnega zdravljenja (v izvirniku Organon der rationellen Heilkunde) in s tem prvič celovito in sistematično predstavil homeopatsko zdravljenje.
Hahnemann je nadaljeval z zdravljenjem, raziskovanjem novih zdravil, pisanjem in prevajanjem vse do svoje smrti. Umrl je v Parizu leta 1843, star 88 let. Pokopan je na pariškem pokopališču Père Lachaise.